# سعود الورع
سعود الورع (13 أغسطس 1973 - 16 إبريل 2015)، مذيع وصحفي كويتي. وهو شقيق المغني حمود ناصر. قدم برنامج «هموم الناس» على قناة سكوب. عمل كصحفي في جريدة الأنباء.

## البرامج الذي قدمها
- مع الناس.
- هموم الناس.

## اعتزاله
في فبراير من عام 2014 أعلن سعود الورع عبر حسابه في تويتر اعتزاله التقديم والإذاعة وندمه على ما فات راجياً من الله العفو والمغفرة. وقد ظهر للجميع وهو مطلق اللحية ومعلناً توبته أمام الجميع. وقد قام بفسخ عقده مع قناة سكوب بعد إصابته بمرض تليف الكبد.

## وفاته
توفي في يوم 16 إبريل لعام 2015 في إحدى مستشفيات الكويت جراء دخوله الغيبوبة بعد أن تعطلت وظائف الكبد.